# 北海岸・観音山国家風景区

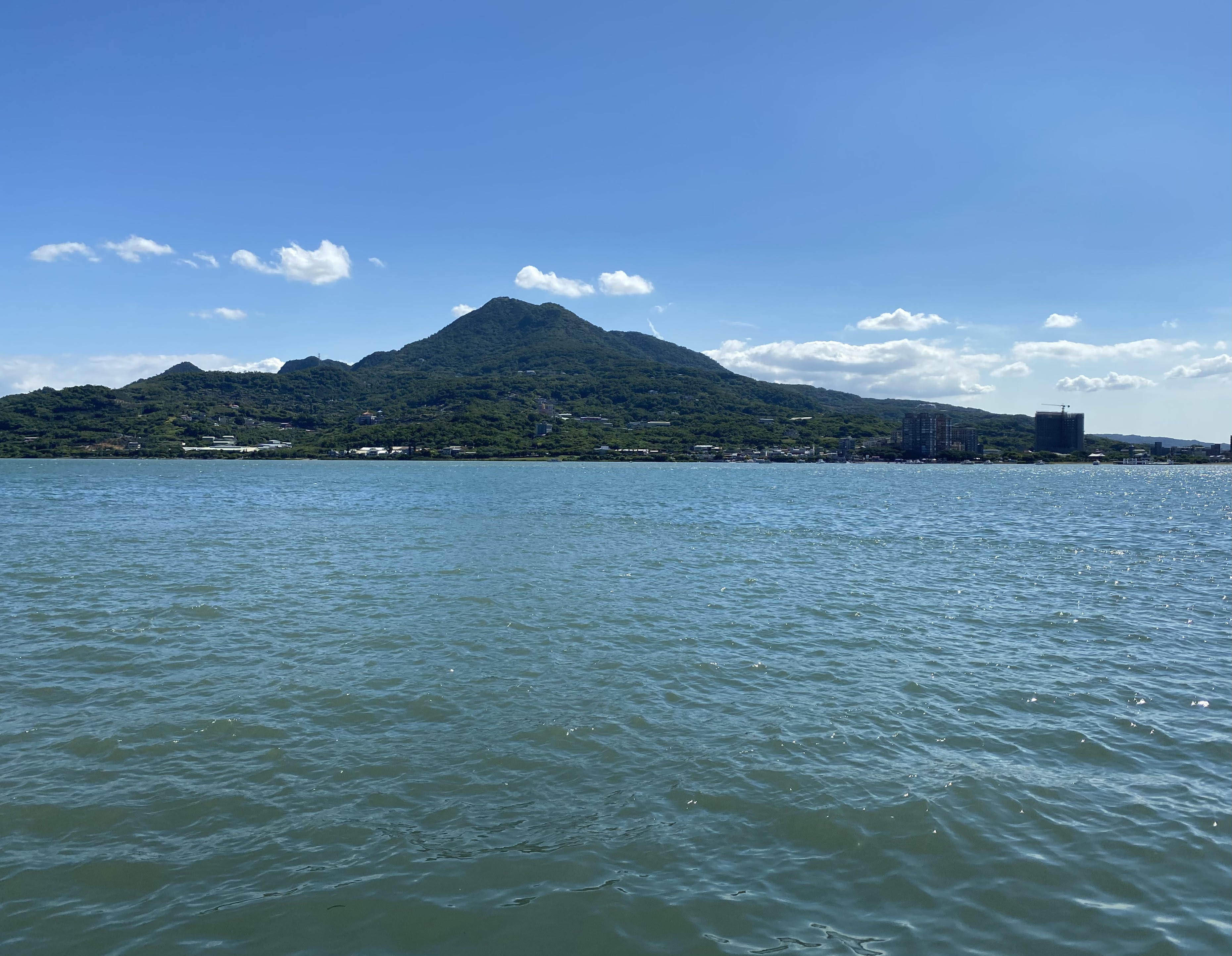
淡水フェリー桟橋から観音山を見る

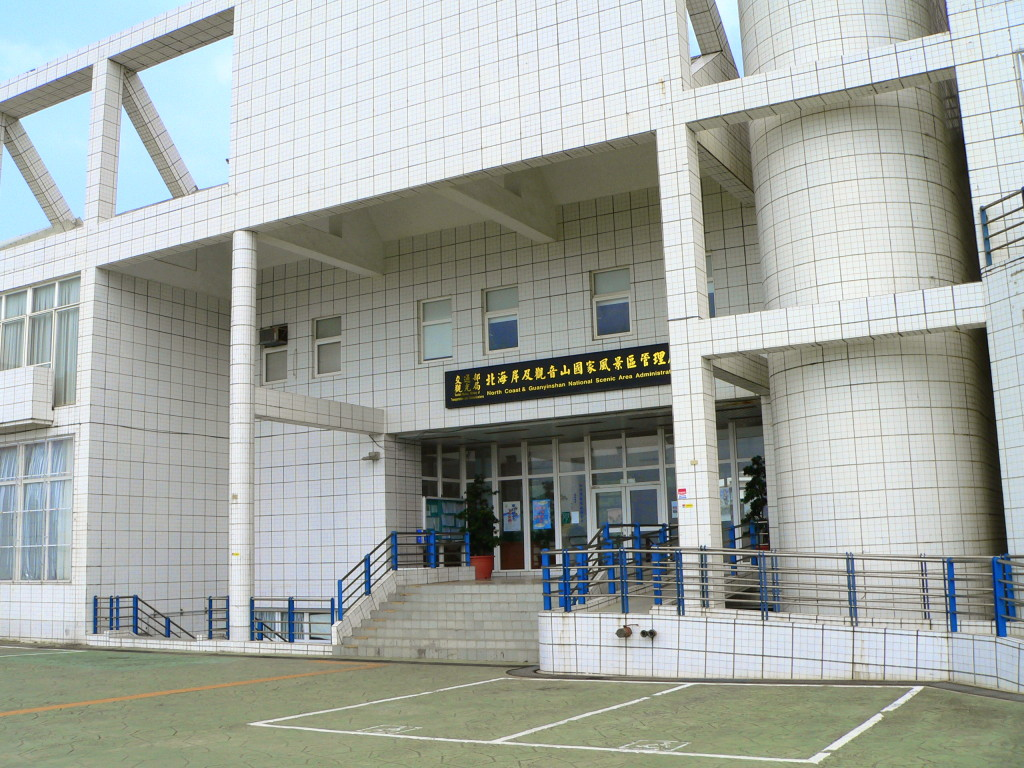
北海岸・観音山国家風景区管理事務所の入口

北海岸・観音山国家風景区（きたかいがんかんのんざんこっかふうけいく、中国語: 北海岸及觀音山國家風景區、英語: North Coast & Guanyinshan National Scenic Area）（略称：北観）は、台湾の新北市と基隆市の境界内に位置する国家風景区である。2002年10月17日に設立され、主に北海岸区、野柳風景区、観音山から構成され、北海岸区は万里区都市計画部と三芝区と淡水区の境界に挟まれ、観音山区は淡水河、龍形、五股区、林口台地、八里区の範囲に位置する。野柳風景区は特殊な地質と地形に特徴がある。
2002年5月15日、交通部観光署は「北海岸・観音山国家風景区」の設立を発表し、かつて台湾省政府が管轄していた北海岸風景区、野柳風景区、観音山風景区を含み、総面積は約12,351ヘクタール（陸地面積7,940ヘクタール、海域面積4,411ヘクタール）であった。2014年12月15日、交通部観光局は「北海岸・観音山国家風景区」に基隆市の外木山、情人湖、和平島を北海岸・観音山国家風景区に編入し、総面積を約13,081ヘクタール（陸地面積約8,427ヘクタール、海域面積約4,654ヘクタール）に拡大発表した。
北海岸・観音山国家風景区内の重要な景観スポットには、富基漁港、富貴角、石門洞、野柳豆腐岩、金山老街、女王頭などがある。